# Totalidad de las circunstancias
En leyes, la prueba de la totalidad de las circunstancias se refiere a un método de análisis en el que las decisiones se basan en toda la información disponible en lugar de basarse reglas claras. Bajo la prueba de totalidad de las circunstancias, los tribunales se centran "en todas las circunstancias de un caso en particular, más que en un solo factor". En los Estados Unidos, las pruebas de totalidad se utilizan como método de análisis en varias áreas diferentes de la ley. Por ejemplo, en el derecho penal de los Estados Unidos, una determinación sobre sospecha razonable o causa probable se basa en una consideración de la totalidad de las circunstancias.  

## Descripción
Cathy E. Moore describió la prueba de totalidad de las circunstancias como un "enfoque de equilibrio" en lugar de una aplicación estricta de "reglas analíticas y probatorias", y Michael Coenen escribió que una prueba de la totalidad de las circunstancias es la "antítesis" de una "lista de verificación inflexible". Del mismo modo, Kit Kinports ha descrito la totalidad de la prueba de circunstancias como un marco analítico en el que los responsables de la toma de decisiones no están sujetos a reglas "rígidas", sino que son libres de considerar un rango de evidencia al tomar decisiones. John Barker Waite también comparó la totalidad de la prueba de circunstancias con reglas rígidas; escribió que la determinación de un juez sobre la culpabilidad de un acusado siempre se basará en sus reacciones "ante la totalidad de las circunstancias" y la base para tales determinaciones no puede "reducirse a una regla".

## Historia
Ya en 1937, la Corte Suprema de los Estados Unidos sostuvo que una prueba de totalidad debería usarse para determinar si un individuo califica como "agricultor" bajo la ley de bancarrota de los Estados Unidos. En su decisión de 1983 en Illinois v. Gates, la Corte Suprema sostuvo que la totalidad de la prueba de circunstancias debería usarse para evaluar si una propina anónima es suficiente para proporcionar una causa probable. Escribiendo para la mayoría de la Corte, el juez William Rehnquist explicó que una prueba de totalidad era superior a una regla de línea brillante porque los magistrados no estarían "restringidos en su autoridad para hacer determinaciones de causa probable". En su fallo de 2013 en Florida v. Harris, la Corte Suprema afirmó que "los jueces de los tribunales inferiores deben rechazar las reglas rígidas, las pruebas de línea brillante y las investigaciones mecanicistas en favor de un enfoque más flexible y considerado para todo". Sin embargo, algunos estudiosos han sugerido que los recientes fallos de la Corte Suprema en Florida v. Harris y Prado Navarette v. California representa un alejamiento de la jurisprudencia previa de prueba de totalidad de la Corte al introducir "excepciones de drogadictos y conductores ebrios al enfoque de la totalidad de las circunstancias".